# 폴 햄
폴 엘버트 햄(영어: Paul Elbert Hamm, 1982년 9월 24일~)은 미국의 은퇴한 체조 선수이다. 2004년 하계 올림픽에서 남자 개인종합 금메달을 획득했으며, 세계 선수권 대회에서 금메달 2개, 은메달 2개, 동메달 1개를 획득했다. 그는 시몬 바일스와 함께 올림픽과 세계 체조 선수권 대회에서 개인종합 금메달을 획득한 두 명의 미국 선수 중 한 명이다.

## 개인사
쌍둥이 형제인 모건 햄 또한 체조 선수로 활동했다.

## 수상
- 제임스 E. 설리번 상